# Kapelle Genholland

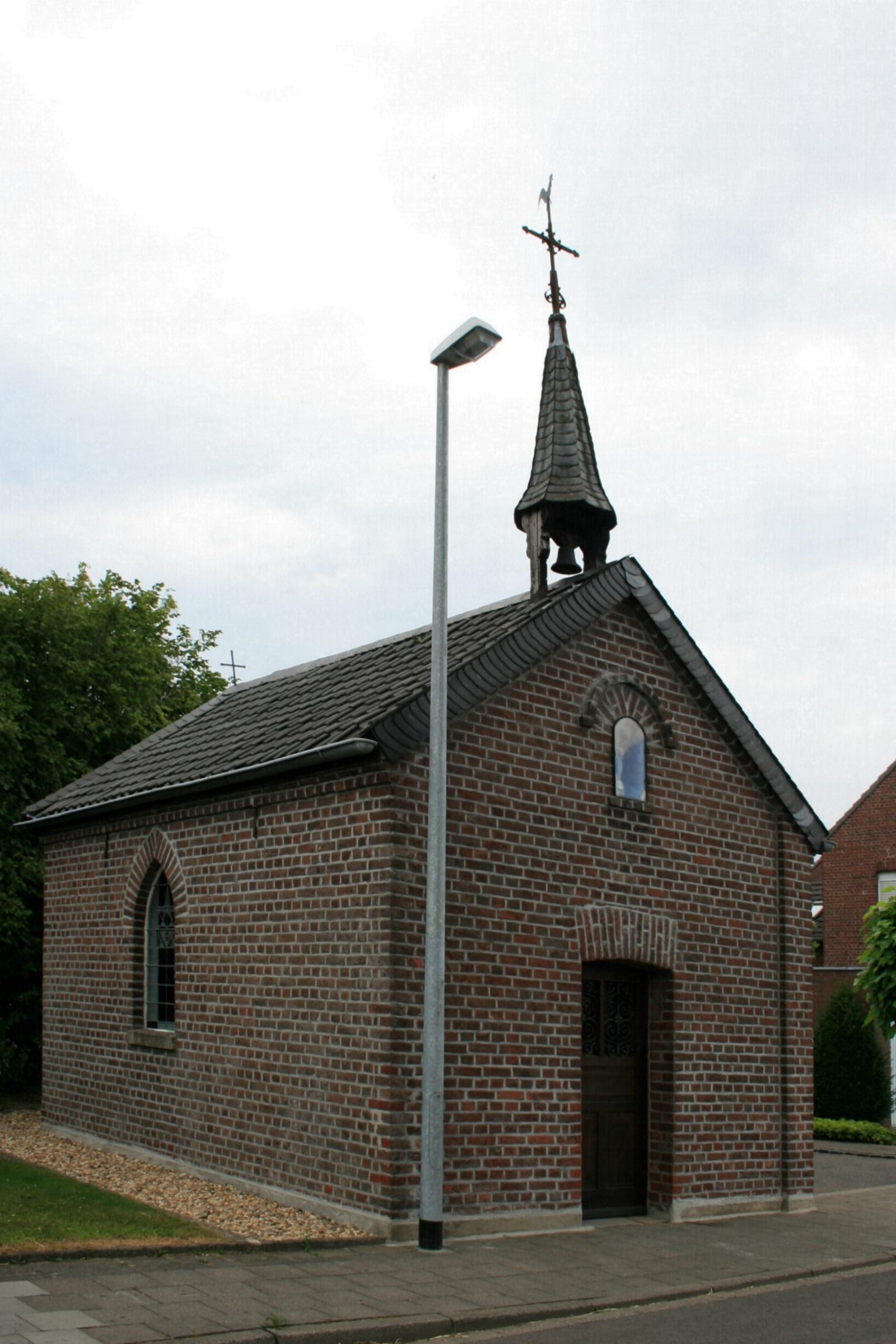
Kapelle Genholland (2010)

Die Kapelle Genholland steht im Stadtteil Genholland in Mönchengladbach (Nordrhein-Westfalen), Genholland 38.
Das Bauwerk wurde im 19. Jahrhundert erbaut. Es ist unter Nr. G 021 am 2. Juni 1987 in die Denkmalliste der Stadt Mönchengladbach eingetragen worden. Die Kapelle „Mariä Geburt“ ist ein Zeugnis ländlicher Volksfrömmigkeit, an ihrer Erhaltung und Nutzung besteht ein öffentliches Interesse.

## Architektur
Die zum Pfarrbezirk St. Helena in Rheindahlen gehörende Kapelle „Mariä Geburt“ liegt in der Ortsmitte in Genholland. Der Zugang zu dem allseitig freistehenden Backsteinbau erfolgt durch die straßenseitig angelegte, mit Stichbogen versehene Eingangstüre.
Im Giebel über dem Stichbogen ist eine Rundnische ausgespart, in der eine Madonnen-Statue steht. Oberhalb der Statue die Verdachung. Die Ecken der Fassaden sind hervorgemauert und vermitteln schwach den Eindruck von Wandpfeilern. In den Seiten der Kapelle befindet sich jeweils ein Spitzbogenfenster mit Sohlbank; das Bethaus schließt dreiseitig ab. Das Dach ist mit Hohlziegeln, an Graten und Ortgang mit Schiefer, eingedeckt. Es trägt einen Dachreiter mit Kreuz und Wetterhahn.